# Afrascius lotis
Afrascius lotis är en insektsart som beskrevs av Rauno E. Linnavuori 1969. Afrascius lotis ingår i släktet Afrascius och familjen dvärgstritar. Inga underarter finns listade i Catalogue of Life.